# Władysław Kulczycki
Władysław Kulczycki herbu Sas (ur. 2 grudnia 1834 w Ludwinówce, zm. 23 listopada 1895 w Rzymie) –  dziennikarz, publicysta, poeta, dyplomata.

## Życiorys
Władysław Kulczycki urodził się 2 grudnia 1834 w Ludwinówce. 
Od 1860 mieszkał w Rzymie. Od tego czasu jego korespondencje ukazywały się w czasopismach na ziemiach polskich. Był też autorem poezji i poematów patriotycznych. Dokonał przekładu fragmentów Boskiej komedii. Jako literat używał pseudonimów „Cezary Polewka”, „Dobrogost”, „L’abbatexxx”.
Został tajnym podkomorzym papieża Piusa IX. Podczas powstania styczniowego 1863 pełnił funkcję sekretarza Agencji Rzymskiej (podległej Agencji Głównej w Paryżu) dyplomacji polskiej przy Stolicy Apostolskiej, potem agentem dyplomacji pełnego narodu polskiego. Został też przedstawicielem we Włoszech Konfederacji Narodu Polskiego (organizacji spiskowej zawiązanej we Lwowie w marcu 1876). 
Był wielokrotnie odznaczany, otrzymał m.in. papieski Order Złotej Ostrogi, portugalski Krzyż Komandorski z Gwiazdą Orderu Niepokalanego Poczęcia Najświętszej Marii Panny z Vila Viçosa, turecki Order Medżydów.
Zmarł 23 listopada 1895 w Rzymie. Miał czterech synów.